# Aleyna Tilki
Aleyna Tilki (Konya, 28 marzo 2000) è una cantante turca.

## Biografia
Aleyna Tilki è nata a Konya da madre originaria di Of e padre immigrato dalla Russia.
È salita alla ribalta nel 2014, quando ha partecipato alla sesta edizione del talent show Yetenek Sizsiniz Türkiye, la versione turca del franchise Got Talent. Nel 2016 ha pubblicato il singolo Cevapsız çınlama in collaborazione con Emrah Karaduman, il cui video musicale è diventato il più visualizzato della storia in Turchia su YouTube, con oltre 450 milioni di visualizzazioni al 2019. Alla fine del 2016 è andata in tournée; in particolare, ha fatto scalpore il concerto a Diyarbakır del 19 novembre, dove sono esplosi due ordigni fatti in casa, causando sei feriti.
L'anno successivo è uscito il singolo Sen olsan bari, che ha anch'esso ottenuto grande successo, superando le 500 milioni di visualizzazioni. A novembre 2017 ha lasciato la Turchia per stabilirsi a Los Angeles. Nel 2018 ha collaborato con Emrah Karaduman su Dipsiz koyum e Sevmek yok, due tracce del suo album BombarDuman, oltre che al loro singolo Yalnız çiçek. Nel 2019 la cantante ha pubblicato Nasılsın aşkta?, brano utilizzato per il suo spot pubblicitario per il Cornetto. Nello stesso anno ha firmato un contratto per un album con la Warner, divenendo la prima artista turca a lavorare con la major.
Take It or Leave It, messo in commercio nell'aprile 2022, è divenuto il suo primo ingresso nella Turkey Songs, dopo il debutto in 16ª posizione. Ha dopodiché interrotto il contratto con la Warner dopo lo scarso successo internazionale riscosso dai singoli in inglese, tornando a pubblicare materiale musicale inedito per il mercato turco esclusivamente in lingua madre attraverso la DMC; Başıma belasın (2023) è stato il suo primo ingresso nella top 20 nazionale in oltre un anno e mezzo, scalandola fino al 18º posto.
Nel novembre 2024 viene pubblicato il successo Sana güvenmiyorum, in collaborazione con i Dedublüman, singolo il quale ha esordito direttamente in vetta alla Turkey Songs, dominandola per dodici settimane consecutive fino al febbraio 2025. Sana güvenmiyorum ha quindi superato Antidepresan (11) di Mert Demir e Mabel Matiz, diventando la hit col maggior numero di settimane totalizzate in vetta alla classifica di Billboard.

## Discografia

### Singoli
- 2016 – Cevapsız çınlama (con Emrah Karaduman)
- 2017 – Sen olsan bari
- 2018 – Yalnız çiçek (con Emrah Karaduman)
- 2018 – Dipsiz koyum (con Emrah Karaduman)
- 2019 – Nasılsın aşkta?
- 2020 – Yalan
- 2020 – Bu benim masalım
- 2021 – Retrograde
- 2021 – Sır
- 2021 – Real Love (con Dillon Francis)
- 2022 – Take It or Leave It
- 2022 – Aşk ateşi
- 2022 – Tanırım intiharı
- 2023 – Başıma belasın
- 2023 – Ayrı gitme
- 2023 – Bir gün ol yerimde (con Doğu Swag)
- 2024 – Bedel
- 2024 – Sultanım
- 2024 – Hoşuna gidiyo (con Zeki Arkun)
- 2024 – Sana güvenmiyorum (con i Dedublüman)
- 2024 – Bekleyenim
- 2025 – Kayboldum masalında (con Mabel Matiz)

## Filmografia
- İşte Bu Benim Masalım – webserie, 8 episodi (2021)
- Yalanlar, Oyunlar ve Sirlar, regia di Efe Çelik (2025)
- Hasçelikler and the City – serie TV, 1 episodio (2025)

## Programmi televisivi
- Yetenek Sizsiniz Türkiye (2014) – Concorrente